# 洧源县
洧源县，中国古县名，唐朝设置。
唐朝武德三年（620年）分密县（今河南省新密市）置洧源县，以洧水为名，治所在今中华人民共和国河南省登封市大冶镇太岗村，属密州（治密县）。武德四年（621年）废，地入密县。